# الحرم المقارية (أسلم)

تعديل مصدري - تعديل

الحرم المقارية هي إحدى قرى عزلة أسلم الوسط بمديرية أسلم التابعة لمحافظة حجة، بلغ تعداد سكانها 373 نسمة حسب تعداد اليمن لعام 2004.